# Шебелинка — Острогозьк
Шебелинка – Острогозьк – один з газопроводів, споруджених для видачі продукції гігантського Шебелинського родовища, розташованого у Харківській області України.
Більшість запасів Шебелинського родовища видобули в період існування СРСР, при цьому серед основних напрямків використання ресурсу була його подача до Москви. Для цього родовище сполучили з двома вже існуючими газотранспортними системами за допомогою трубопроводів Шебелинка – Брянськ (1960) та Шебелинка – Острогозьк. В останньому випадку у 1961 році вели в дію споруду довжиною понад дві сотні кілометрів (в тому числі 131 км по території України та 105 км у Білгородській області Росії) з діаметром 1020 мм, протранспортований по якій ресурс передавали до системи Північний Кавказ – Центр.
За два десятиліття після запуску Шебелинського родовища з нього вилучили основну частину запасів. Втім, на цей час до європейської частини СРСР вже подали блакитне паливо середньоазаійського походження, зокрема, в 1975 – 1976 роках до Острогозька вивели третю та четверту черги системи Середня Азія – Центр. Як наслідок, трубопровід Шебелинка – Острогозьк реверсували, крім того, в 1980-му проклали другу нитку, виконану в діаметрі 1220 мм. Поданий до Шебелинського газового хабу ресурс тепер міг транспортуватись далі по газотранспортним коридорам Шебелинка — Київ, Шебелинка — Ізмаїл. Також могли використовувати перемичку довжиною 10 км та діаметром 720 мм, яка сполучала Шебелинка – Острогозьк із згаданим вище трубопроводом Шебелинка – Брянськ.
Газопровід Острогозьк – Шебелинка розрахований на робочий тиск у 5,5 МПа, для підтримки якого були споруджені компресорні станції Валуйки (на території Росії)  та Куп’янськ.
Наразі українська та російська ділянки системи працюють окремо, а імпорт до України з напрямку Валуєк припинено. 